# Região de Qikiqtaaluk
A Região de Qikiqtaaluk ou Qikiqtani também conhecida como Região de Baffin é uma região administrativa de Nunavut, Canadá. O nome Qikiqtaaluk é tradicional nome inuit para a Baffin. Sendo que diversas entidades públicas e políticas preferem utilizar o nome da região como Baffin.

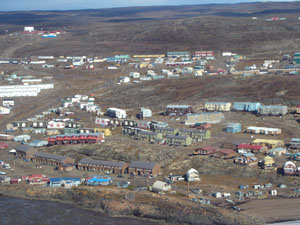
Iqaluit, sede, maior povoamento e capital de Nunavut

A região inclui a Ilha de Baffin, Ilhas Belcher, Ilha Akimiski, Ilha Mansel, Ilha do Príncipe Carlos, Ilha Bylot, Ilha de Devon, Ilha Cornwallis, Ilha Bathurst, Ilha Amund Ringnes, Ilha Ellef Ringnes, Ilha de Axel Heiberg, Ilha de Ellesmere e a Península de Melville, além de conter a parte leste da Ilha de Melville e as partes norte da Ilha do Príncipe William e da Ilha Somerset, incluindo pequenas ilhas ao redor das ilhas maiores. A sede da região é Iqaluit (pop. 6184 hab). A região inclui as regiões meridionais e setentrionais de Nunavut.
Antes de 1999, essa região pertencia aos Territórios do Noroeste

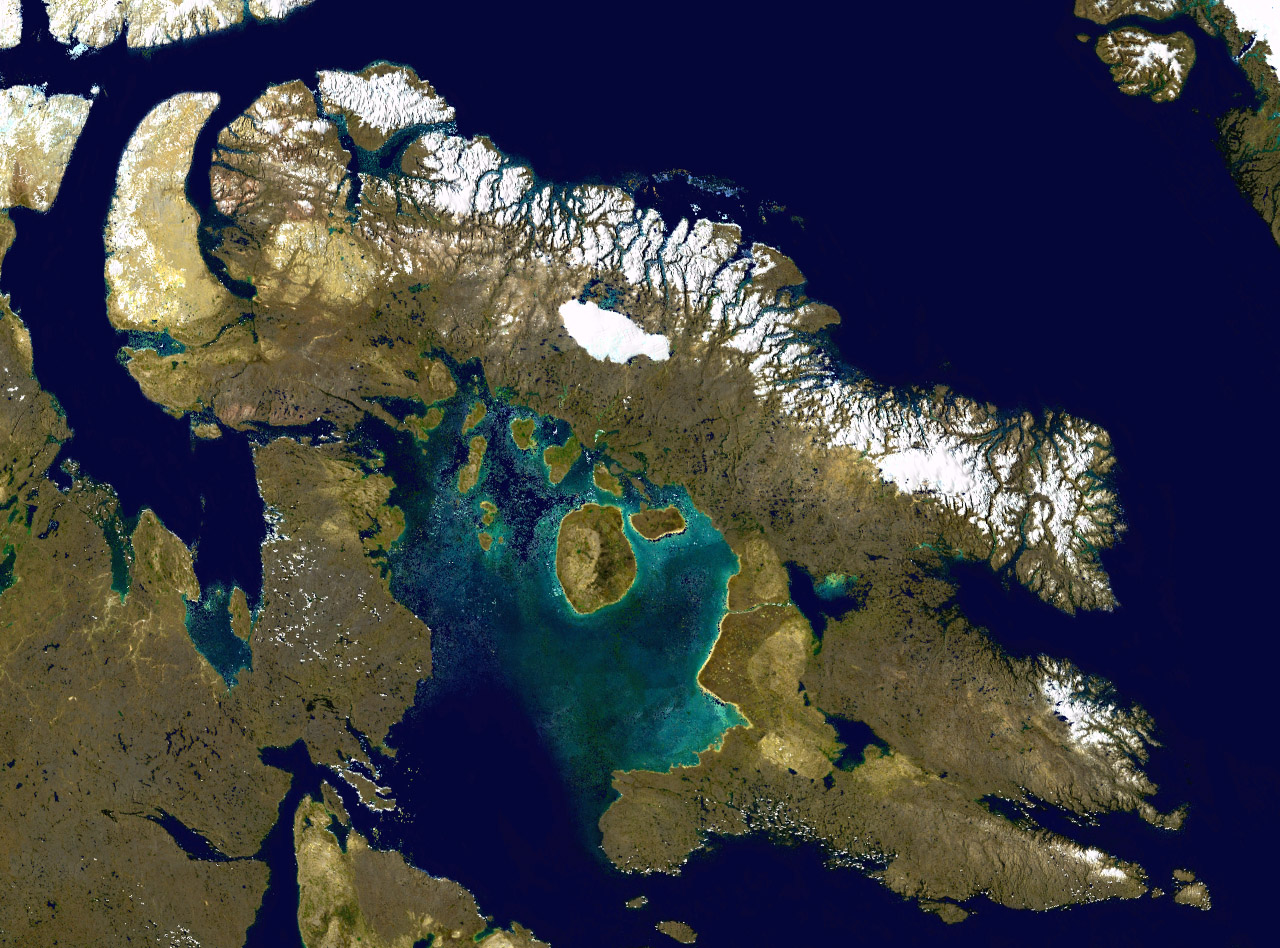
Ilha de Baffin, maior ilha da região de Qikiqtaaluk e centro de povoamento de muitas cidades, incluindo a capital Iqaluit

## Povoados
- Iqaluit
- Arctic Bay
- Cape Dorset
- Clyde River
- Grise Fiord
- Hall Beach
- Igloolik
- Kimmirut
- Pangnirtung
- Pond Inlet
- Qikiqtarjuaq
- Resolute
- Sanikiluaq
- Nanisivik
- Alert
- Eureka

## Atrações
- Astro Hill Complex (Iqaluit)
- Nunatta Sunakkutaangit Museum (Iqaluit)
- Legislative Building of Nunavut  (Iqaluit)
- Unikkaarvik Visitors Centre (Iqaluit)

## Áreas Protegidas
- Parque Nacional Auyuittuq
- Bowman Bay Wildlife Sanctuary
- Katannilil
- Kekerten
- Mallikjuak
- Pitsutinu-Tungavik
- Qilalukat
- Parque Nacional Quttinirpaaq
- Quammaarviit
- Rotary Club Day Park
- Sirmilik National Park
- Sylvia Grinnell

## Demografia
- População: 15 765 habitantes
- Crescimento populacional (2001-2006) : +9,7%
- Residências privadas: 5103
- Área: 1 040 417,9 km2
- Densidade Demográfica: 0,015 hab/km2